# Provincia Bilecik
Provincia Bilecik este o provincie a Turciei cu o suprafață de 4,307 km², localizată în vestul țării.

## Districte
Bilecik este divizată în 8 districte (capitala districtului este subliniată):
- Bilecik
- Bozüyük
- Gölpazarı
- İnhisar
- Osmaneli
- Pazaryeri
- Söğüt
- Yenipazar